# Дані Ровіра
Дані Ровіра (1 листопада 1980, Малага, Іспанія) — іспанський актор театру і кіно. Лауреат премії Гойя (2014).
Закінчив Гранадський університет.

## Вибіркова фільмографія
- Вісім баськських прізвищ (2014)
- Зараз або ніколи (2015)
- 100 метрів (2016)
- Круїз по джунглях (2021)